# Françoise Pinsard
Pour les articles homonymes, voir Pinsard.
Françoise Pinsard, née le 6 avril 1929 à Châteaudun (Eure-et-Loir) et morte le 21 septembre 2022 à Aubeterre-sur-Dronne, est une nouvelliste française.

## Biographie
Elle naît le 6 avril 1929 à Châteaudun (Eure-et-Loir). Elle commence à écrire en 1990 à Cannes. Elle emménage à Périgueux en 2011.

## Son œuvre
- Les pavés de la rue Jallans racontent, 2004
- Au fil du temps, de 16 à 80 ans,  éd. de la Framboisière, 2006
- Histoire de Moulin
- La Tournée de l'épicier
- Le Docteur, 2013
- J'arrive à Périgueux, 2013 Elle raconte dans cet ouvrage pourquoi elle a décidé d'emménager à Périgueux, ainsi que ses promenades dans la ville, notamment vers le marché et la mairie[3].